# Leptogenys birmana
Leptogenys birmana är en myrart som beskrevs av Auguste-Henri Forel 1900. Leptogenys birmana ingår i släktet Leptogenys och familjen myror. Inga underarter finns listade i Catalogue of Life.